# Convento de la Trinidad Calzada (Madrid)

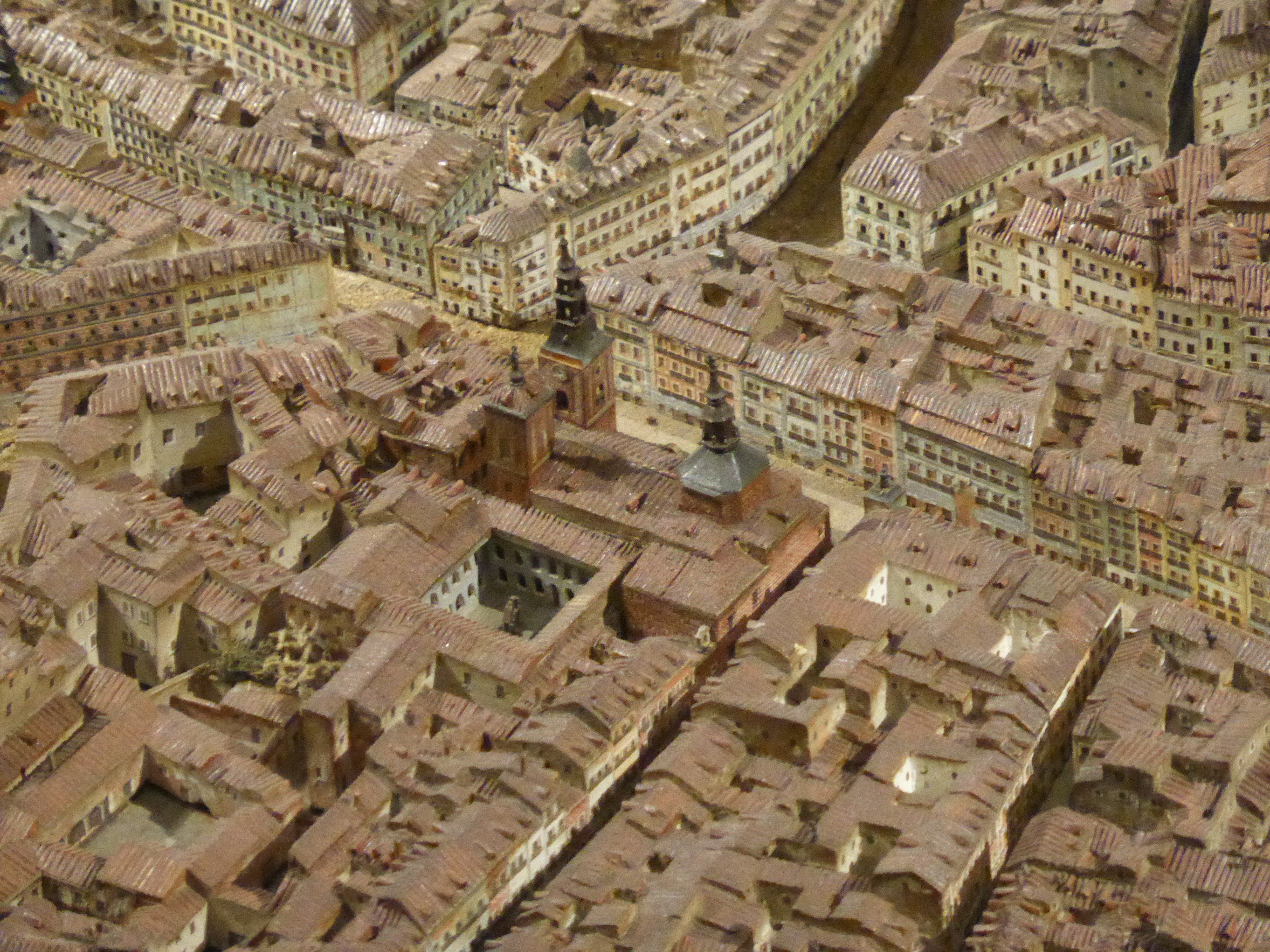
La gran maqueta de Madrid construida entre los años 1828 y 1830, por León Gil de Palacio, incluye el convento de la Trinidad.

El convento de los Trinitarios Calzados o convento de la Trinidad Calzada fue un convento ubicado en el centro de Madrid, en la actual plaza de Jacinto Benavente en su cruce con la calle de Atocha. El escritor y humanista Baltasar Porreño atribuyó al propio Felipe II parte del diseño del convento de Trinitarios Calzados. El convento de la Santísima Trinidad, junto con el de las Victorias y el de San Felipe, era uno de los conventos existentes en el centro de Madrid. El convento se ubicaba en el espacio comprendido por el actual Teatro Calderón y la calle de Relatores.

## Historia

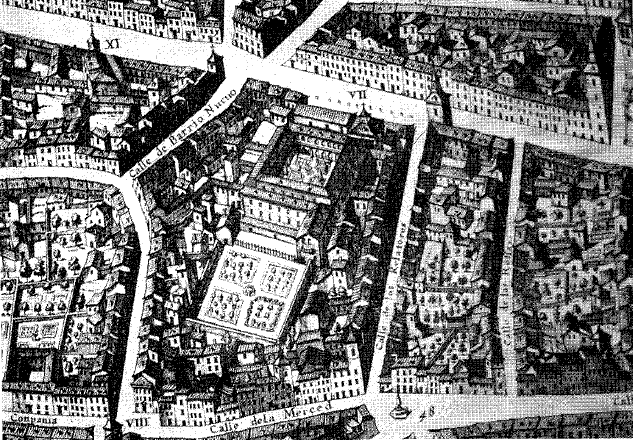
El convento de la Trinidad Calzada en el plano de Teixeira de 1656.

La orden Trinitaria fue fundada por Juan de Mata en el año 1198 y posteriormente, en el siglo XVI, cuando la ciudad es elegida como capital, deciden tener, al igual que otras órdenes religiosas, un edificio representativo. El mismo Felipe II habría diseñado, en persona, el trazado de este convento ayudado por alguno de los discípulos de Juan de Herrera. Es posible que el mismo Rey eligiese el lugar de su emplazamiento. El conjunto se componía de cuatro edificios. La iglesia pasaba por ser de las más espaciosas de la época, ejecutada por Gaspar Ordóñez. El acceso a la Iglesia estaba en la calle de Relatores y mostraba un bajorrelieve de la Santísima Trinidad. El claustro del convento era amplio.   

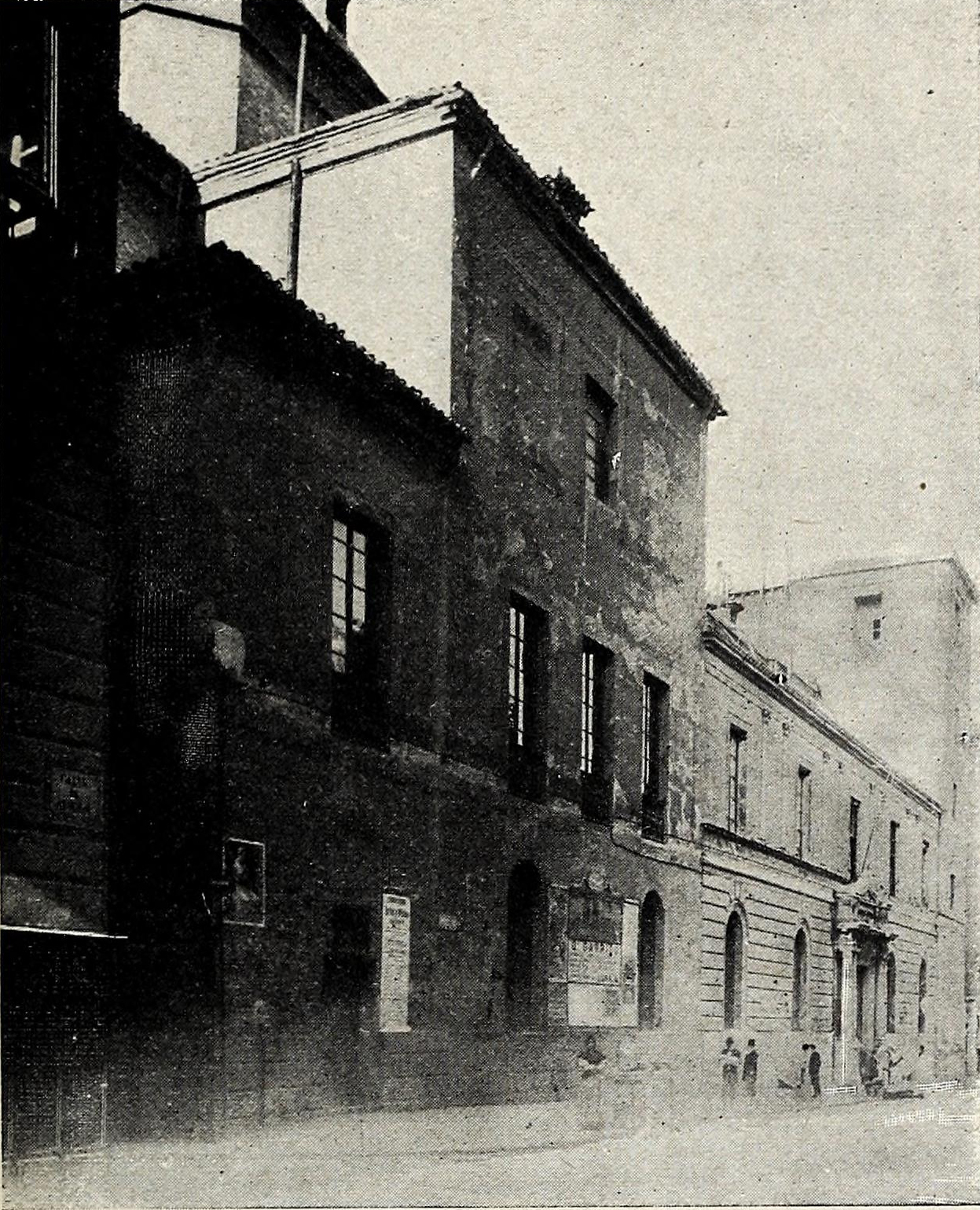
Fachada del inmueble hacia la fecha en que el Ministerio de Fomento se trasladó al Palacio de Fomento en Atocha

Durante la invasión francesa el convento fue exclaustrado y se instaló en él la Biblioteca Nacional (entonces denominada aún Real Biblioteca Pública o Real Librería Pública), para la que fue su segunda sede después de haber estado en el Pasadizo de la Encarnación. Posteriormente Fernando VII devolvió el convento a los frailes, pero con la desamortización de Mendizábal fue de nuevo exclaustrado. El inmueble fue utilizado entonces para albergar el Museo Nacional de Pintura y Escultura, que precisamente por la sede que tuvo fue conocido como Museo de la Trinidad. Más tarde se instaló en él además el Ministerio de Fomento, hasta que finalmente, dado el mal estado del edificio, fue abandonado y en 1897 demolido.